# モーリーン・アダムス
モーリーン・アダムス（Maureen Adams、1937年8月27日 - ）は、オーストラリアのアーチェリーの選手である。彼女は、1976年モントリオールオリンピックに出場した。